# Helen Westcott
Helen Westcott, pseudonimo di Myrthas Helen Hickman (Los Angeles, 1º gennaio 1928 – Edmonds, 17 marzo 1998), è stata un'attrice statunitense.

## Biografia
Figlia d'arte, suo padre era l'attore cinematografico Gordon Westcott, che morì nel 1935 per le conseguenze di una caduta da cavallo durante una partita di polo. Helen Westcott esordì sulle scene ancora bambina a fianco della madre, la cantante Hazel Beth McArthur, comparendo in spettacoli di vaudeville e in alcuni cortometraggi. All'età di 5 anni ebbe una piccola parte nel western Thunder over Texas (1934), diretto da Edgar G. Ulmer, e l'anno successivo apparve in Sogno di una notte di mezza estate (1935), regia di Max Reinhardt e William Dieterle.
Dopo aver frequentato il Los Angeles City College, riprese la carriera cinematografica e nel 1950 fu protagonista accanto a Gregory Peck del western Romantico avventuriero di Henry King. Durante gli anni cinquanta recitò in numerosi film, interpretando prevalentemente ruoli di coprotagonista femminile, come in Il segreto del lago (1951),  Telefonata a tre mogli (1952), La dominatrice del destino (1952). Durante il decennio recitò soprattutto in pellicole western, come L'indiana bianca (1953), Frustateli senza pietà (1953) e La notte senza legge (1959), ma apparve anche in commedie come Gianni e Pinotto contro il dottor Jekyll (1953), in drammi come La donna venduta (1956) di Nicholas Ray e Il piccolo campo (1958) di Anthony Mann, e nell'horror fantascientifico Ricerche diaboliche, diretto nel 1959 da Jack Arnold. 
Numerose furono anche le sue apparizioni televisive durante gli anni cinquanta e sessanta, in popolari serie come Perry Mason, di cui nel 1958 interpretò l'episodio The Case of the Haunted Husband nel ruolo dell'assassina Marcia Greeley. Tra le altre serie a cui partecipò, da ricordare Gli uomini della prateria (1959), Ricercato vivo o morto (1960), Bonanza (1962-1963), L'ora di Hitchcock (1963), Ai confini della realtà (1964).

## Vita privata
Dal 1948 al 1953 la Westcott fu sposata con l'attore Don Gordon, dal quale nel 1950 ebbe una figlia, Jennifer.
Ritiratasi dalle scene alla fine degli anni settanta, l'attrice morì di cancro a Edmonds, nello stato di Washington, il 17 marzo 1998.

## Filmografia parziale

### Cinema
- Thunder over Texas, regia di Edgar G. Ulmer (1934)
- Gli amori di Susanna (The Affair of Susan), regia di Kurt Neumann (1935)
- Sogno di una notte di mezza estate (A Midsummer Night's Dream), regia di Max Reinhardt, William Dieterle (1935)
- Le avventure di Don Giovanni (Adventures of Don Juan), regia di Vincent Sherman (1948)
- L'amante del gangster (Flaxy Martin), regia di Richard L. Bare (1949)
- Omicidio (Homicide), regia di Felix Jacoves (1949)
- Il signor Belvedere va in collegio (Mr. Belvedere Goes to College), regia di Elliott Nugent (1949)
- La foglia di Eva (The Girl from Jones Beach), regia di Peter Godfrey (1949)
- Il segreto di una donna (Whirlpool), regia di Otto Preminger (1950)
- ...e la vita continua (Three Came Home), regia di Jean Negulesco (1950)
- Romantico avventuriero (The Gunfighter), regia di Henry King (1950)
- Il segreto del lago (The Secret of Convict Lake), regia di Michael Gordon (1951)
- Telefonata a tre mogli (Phone Call from a Stranger), regia di Jean Negulesco (1952)
- Il figlio del Texas (Return of the Texan), regia di Delmer Daves (1952)
- La dominatrice del destino (With a Song in My Heart), regia di Walter Lang (1952)
- Banditi senza mitra (Loan Shark), regia di Seymour Friedman (1952)
- Lo sparviero di Fort Niagara (Battles of Chief Pontiac), regia di Felix E. Feist (1952)
- Frustateli senza pietà (Cow Country), regia di Lesley Selander (1953)
- L'indiana bianca (The Charge at Feather River), regia di Gordon Douglas (1953)
- Mani in alto! (Gun Belt), regia di Ray Nazarro (1953)
- Gianni e Pinotto contro il dottor Jekyll (Abbott and Costello Meet Dr. Jekyll and Mr. Hyde), regia di Charles Lamont (1953)
- La donna venduta (Hot Blood), regia di Nicholas Ray (1956)
- I Killed Wild Bill Hickok, regia di Richard Talmadge (1956)
- Il piccolo campo (God's Little Acre), regia di Anthony Mann (1958)
- L'ultimo urrà (The Last Hurrah), regia di John Ford (1958)
- Ricerche diaboliche (Monster on the Campus), regia di Jack Arnold (1958)
- La notte senza legge (Day of the Outlaw), regia di André De Toth (1959)
- Vivi con rabbia (Studs Lonigan), regia di Irving Lerner (1960)
- Cimarron, regia di Anthony Mann (1960)
- Noi due (Pieces of Dreams), regia di Daniel Haller (1970)
- Amo mia moglie (I Love My Wife), regia di Mel Stuart (1970)

### Televisione
- The Lone Wolf – serie TV, 1 episodio (1954)
- The Millionaire – serie TV, 1 episodio (1955)
- Waterfront – serie TV, 1 episodio (1955)
- The Ford Television Theatre – serie TV, 1 episodio (1956)
- Lux Video Theatre – serie TV, 3 episodi (1955-1956)
- Matinee Theatre – serie TV, 5 episodi (1955-1956)
- The Errol Flynn Theatre – serie TV, 1 episodio (1956)
- Cavalcade of America – serie TV, 2 episodi (1952-1957)
- The 20th Century-Fox Hour – serie TV, episodio 2x10 (1957)
- The Lineup – serie TV, 1 episodio (1957)
- Casey Jones – serie TV, 1 episodio (1957)
- Perry Mason – serie TV, 1 episodio (1958)
- Mike Hammer – serie TV, 1 episodio (1958)
- Schlitz Playhouse of Stars – serie TV, 3 episodi (1952-1958)
- Il tenente Ballinger (M Squad) – serie TV, 1 episodio (1958)
- Gli uomini della prateria (Rawhide) – serie TV, episodio 2x01 (1959)
- Markham – serie TV, 1 episodio (1959)
- Ricercato vivo o morto (Wanted: Dead or Alive) – serie TV, episodio 2x24 (1960)
- Pony Express – serie TV, episodio 1x00 (1960)
- Ben Casey – serie TV, episodio 2x04 (1962)
- Bonanza – serie TV, 2 episodi (1962-1963)
- The Greatest Show on Earth – serie TV, episodio 1x06 (1963)
- L'ora di Hitchcock (The Alfred Hitchcock Hour) – serie TV, 1 episodio (1963)
- Sotto accusa (Arrest and Trial) – serie TV, episodio 1x13 (1963)
- Ai confini della realtà (The Twilight Zone) – serie TV, episodio 5x14 (1964)
- Mannix – serie TV, 1 episodio (1970)
- Medical Center – serie TV, 2 episodi (1969-1971)
- Switch – serie TV, 1 episodio (1977)

## Doppiatrici italiane
- Dhia Cristiani in Romantico avventuriero, Telefonata a tre mogli, Banditi senza mitra, Il piccolo campo, Le avventure di Don Giovanni
- Micaela Giustiniani in Il segreto del lago
- Giuliana Maroni in La dominatrice del destino
- Renata Marini in Frustateli senza pietà
- Miranda Bonansea in L'indiana bianca
- Rita Savagnone in Gianni e Pinotto contro il dottor Jekyll
- Rosetta Calavetta in La donna venduta